# My Sassy Girl
My Sassy Girl (koreanska: 엽기적인 그녀) är en sydkoreansk långfilm från 2001 i regi av Kwak Jae-yong, med Cha Tae-hyun och Jun Ji-hyun i huvudrollerna. Uppföljaren My Sassy Girl 2 släpptes 2010. En amerikansk remake med samma namn gjordes 2008 med Elisha Cuthbert och Jesse Bradford i huvudrollerna.

## Rollista
| Cha Tae-hyun   | – Gyun-woo         |
| Jun Ji-hyun    | – Flickan          |
| Kim In-Mun     | – Gyun-woos pappa  |
| Song Ok-suk    | – Gyun-woos mamma  |
| Han Jin-hie    | – Flickans pappa   |
| Yang Geum-seok | – Gyun-woos moster |